# Alf Resare
Alf Carl Ragnar Resare, född den 25 december 1926 i Kroppa församling, Värmlands län, död den 12 februari 1999 i Brännkyrka församling, Stockholms län, var en svensk ämbetsman.
Resare tog juris kandidat-examen vid Uppsala universitet 1949 och gjorde tingstjänstgöring 1950–1952. Åren 1952–1968 tjänstgjorde han på Försvarsdepartementet: 1952–1956 som amanuens, 1956–1957 som förste kanslisekreterare, 1957–1963 som budgetsekreterare, 1959–1963 som tillförordnad byråchef, 1963–1965 som byråchef, 1964–1965 som tillförordnad avdelningschef, 1965 som avdelningschef och 1965–1968 som departementsråd. Han var överdirektör och chef för Försvarets rationaliseringsinstitut 1968–1982 samt generaldirektör och chef för Försvarets civilförvaltning 1982–1989.
Han var huvudsekreterare i 1960 och 1962 års försvarskommittéer, ledamot av Försvarets prisregleringsdelegation 1959, ordförande i Militära tjänstgöringsåldersutredningen 1964 och Militära rationaliseringsutredningen 1965, särskild utredare beträffande värnpliktsförmåner i krig samt försvarets materielunderhåll 1981, militära provningsverksamheten och militära befälsbehov 1982 samt reservofficerssystemet 1989.
Resare invaldes 1984 som ledamot av Kungliga Krigsvetenskapsakademien.
Alf Resare karakteriseras så här i en nekrolog: ”Alf Resare var en framstående byråkrat i ordets bästa bemärkelse. Under sin tid som budgetsekretetare i Försvarsdepartementet blev han känd som ’de dubbla förkortningarnas mästare’, och med detta avsågs hans förmåga att klart men kyligt reducera alltför stora ekonomiska anspråk.”
Alf Resare är begravd på Skummeslövs kyrkogård.